# Estanislao Panelo y Pérez de Saravia
Estanislao Panelo y Pérez de Saravia o simplemente Estanislao Panelo "el Nieto" y nacido como José Estanislao Panelo (Buenos Aires, Provincias Unidas del Río de la Plata, 6 de mayo de 1817 – Concordia, provincia de Entre Ríos, República Argentina, después de 1870) era un comerciante, hacendado, político, militar y funcionario argentino que participó a temprana edad en la Guerra Grande y en las guerras civiles argentinas, inicialmente en el bando formado por los blancos uruguayos de Oribe y los federales argentinos de Rosas, de 1839 a 1845, sin embargo desde 1846 hasta 1851 se pasó al otro bando, conformado por los colorados uruguayos de Rivera, los unitarios argentinos del general Paz y los legionarios italianos de Garibaldi y Lamberti. Posteriormente fue designado por decreto como alcalde de la villa de Concordia en el año 1849 y en 1853 fue elegido como elector para la votación del nuevo presidente de la Confederación Argentina, en el cual finalmente saliera ganador su candidato Justo José de Urquiza.

## Biografía hasta las guerras civiles argentinas

### Origen familiar y primeros años
Estanislao Panelo y Pérez de Saravia había nacido el 6 de mayo de 1817 en la ciudad de Buenos Aires, capital de las ya formalmente independientes Provincias Unidas del Río de la Plata, y fue bautizado en la misma ciudad al día siguiente. Era hijo del rico comerciante, hacendado y político porteño Julián Panelo de Melo y de su esposa montevideana María Vicenta Pérez de Saravia y Pérez.
Sus abuelos paternos eran Olegaria de Melo (n. ca. 1758 - f. ca. 1828) y su esposo hacia el año 1778, el rico notario Estanislao Panelo y González Pastor (Buenos Aires, 20 de noviembre de 1751 - f. ca. 1819), quien además de ser un maestro de primeras letras, fue nombrado como notario eclesiástico de la vicaría de Arroyo de la China desde el 6 de julio de 1802 hasta el 9 de marzo de 1809.
Panelo era un bisnieto materno del hispano-vizcaíno Francisco Pérez de Saravia, primer teniente de gobernador de Yapeyú desde 1771 hasta 1774, y de su esposa Sabina Gregoria Josefa de Sorarte Andonaegui y Báez de Alpoin, que fuera a su vez una bisnieta del general Amador Báez de Alpoin y de su esposa Ana Romero de Santa Cruz, tataranieta del alcalde porteño Francisco García Romero, tercer teniente de gobernador de Concepción del Bermejo, y de su esposa Mariana González de Santa Cruz —una hermana del santo mártir jesuita Roque González de Santa Cruz y del gobernador interino rioplatense-paraguayo Francisco González de Santa Cruz— y por ende una chozna del hispano-leonés Bartolomé González de Villaverde, escribano de la ciudad de Asunción del Paraguay. De esta manera Estanislao Panelo Pérez de Saravia era también un descendiente de los azorano-portugueses Amador Vaz de Alpoim y Margarita Cabral de Melo.

### Participación en la Guerra Grande
Estanislao Panelo con unos veintidós años de edad pasó a servir con el rango de teniente de infantería en las Guardias Nacionales, que fuera creada por el presidente uruguayo Manuel Oribe del Partido Blanco durante la Guerra Grande y la cual había comenzado el 10 de marzo de 1839, que tenía por aliados al líder confederal argentino Juan Manuel de Rosas, al gobernador entrerriano Justo José de Urquiza y demás partidarios federales argentinos.
Antes de marchar el general Antonio Díaz desde Paysandú, en el Estado Oriental del Uruguay, para atacar al italiano Giuseppe Garibaldi en el Hervidero, Panelo escribió el 31 de octubre de 1845 en aquella localidad el siguiente pasquín:

"NACIONALES!! La empresa sobre el Hervidero es reprobada por la opinion pública — Sabed que el autor de semejante plan es el raquítico hipócrita Eugenio Morales, que ha propuesto tomar por asalto una fortificacion, con padres de familia, todos hombres caros para la sociedad — La empresa es muy posible con tropas triples siendo soldados y no con un puñado de vecinos laboriosos —No hay remedio pues— pero pedid al raquítico Morales que os guie— sus grandes conocimientos militares todo lo facilitan".
31 de octubre de 1845

Posteriormente Panelo se pasó al bando enemigo por su oposición al gobierno de Rosas, aliándose de esta forma al expresidente uruguayo Fructuoso Rivera del Partido Colorado, a los legionarios italianos Garibaldi y Juan Lamberti, y además a los unitarios argentinos. A finales de 1847, también Urquiza comenzaría a oponerse al brigadier Juan Manuel de Rosas a raíz de su rechazo al tratado de Alcaraz entre Urquiza y el gobernador unitario correntino Joaquín Madariaga.

## Alcalde de la villa entrerriana de Concordia

### Nombramiento en el puesto y como vocal de la junta inspectora de escuelas
El 13 de abril de 1849 Estanislao Panelo fue asignado en el cargo de alcalde de la villa de Concordia, y el 30 de agosto del mismo año, fue nombrado vocal de la junta inspectora de escuelas de primeras letras en el departamento homónimo, junto a los otros dos vocales, el presbítero Ramón Navarro y Juan Barceló, y el presidente de la junta Bernardino Gutiérrez. Junto con otras localidades de la provincia, la villa de Concordia fue declarada ciudad el 8 de noviembre de 1851.

### La caída de Rosas y el rechazo de Buenos Aires al Acuerdo de San Nicolás
Finalmente el líder confederal argentino Juan Manuel de Rosas con 23 mil soldados se enfrentó el 3 de febrero de 1852 a los 24 mil de Justo José de Urquiza en la batalla de Caseros, y tras pocas horas de batalla, la victoria fue para este último. El 6 de abril, los representantes de Buenos Aires, Entre Ríos, Corrientes y Santa Fe firmaron el Protocolo de Palermo y el 31 de mayo se firmó el Acuerdo de San Nicolás, en el cual se establecía la vigencia del Pacto Federal de 1831, la reunión en el mes de agosto de un congreso general constituyente en Santa Fe que estaría integrado por dos diputados por cada provincia y la creación del cargo de Director Provisorio de la Confederación Argentina que recaería en el general Urquiza.
Pero dicho acuerdo si bien fue ratificado por las trece provincias argentinas, la de Buenos Aires la rechazó, luego de la reunión de la Sala de Representantes del 1.º de mayo y en la que los liberales tenían una amplia mayoría, argumentando que el poder otorgado a Urquiza era el de un dictador. La provincia de Buenos Aires estaba gobernada desde el 3 de febrero por Vicente López y Planes, siendo su secretario general de gobierno el doctor Miguel Francisco de Villegas, hasta la definitiva renuncia el 26 de julio.

## Otros cargos de funcionario en la provincia de Entre Ríos y deceso

### Elector para nombrar diputados nacionales en representación provincial
Mientras tanto en la provincia de Entre Ríos, el 25 de julio del mismo año se constituyó la mesa electoral presidida por el juez de paz Luis Galán y como  secretarios, los vecinos José Luis Madariaga y Emilio Barceló, mientras que como escrutadores se desempeñaron Gabino Velásquez y Miguel Gelabert. El acto lo inició el presidente con su voto a favor de Estanislao Panelo y de Gabino Velásquez, pronunciando que debía ser una señal clara para los demás votantes, prosiguieron las demás autoridades de la mesa y luego los ciudadanos de la ciudad y de la campaña.
Simultáneamente en la villa concordiense de Federación también se votaba, en donde había sido convocado todo el vecindario urbano y de su jurisdicción para prestar el sufragio de voto espontáneo de que resultasen ser nombrados electores por este departamento, que deberían concurrir a la ciudad de Nogoyá y reunirse con los demás departamentales de la provincia, con el fin de nombrar diputados que tenían que integrar el Congreso Nacional, representando a la provincia de Entre Ríos.
Presidió el acto cívico el alcalde Juan Manuel Salas, acompañado por el secretario Narciso Quinteros, y como vocales, los vecinos Dionisio Riquelme y José Marcos Aguirre, y de esta forma asistieron a pronunciar su voto a viva voz unos 68 ciudadanos, cifra elevada si se tiene en cuenta que dicha villa hacía cinco años que había sido fundada, por lo que su escasa población urbana superaba apenas los 200 habitantes. El acta final con los resultados de todo el ámbito departamental fue labrada en Concordia, por lo que la ciudadanía y sus distritos concordienses registraron 72 votos para Estanislao Panelo y 69 votos a Gabino Velásquez, siendo ambos comerciantes, José L. Álvarez recibió 7 votos, Mauricio Dunsford obtuvo 4 votos y Germán Elizalde y José Gerbena, ambos con un voto, sumando estos últimos 13 votos como presuntamente rebeldes, y en la villa de Federación recibió Panelo 41 votos y 24 para Velásquez.
Los electores departamentales ganadores: Panelo y Velásquez, recibieron del juez Galán la notificación oficial para personarse en la ciudad de Nogoyá el 5 de agosto. Por el departamento de Concepción del Uruguay fueron elegidos Patricio Roca, Francisco Fernández y Agustín Rivero, por el de Gualeguay fue Alejandro Dorrego, por el de La Paz fue Juan Almirón, por el de Victoria fue Francisco Albornoz, por el de Diamante fue Felipe Álvarez, por el de Villaguay fue Toribio Cuadra, por el de Paraná fueron José Parera y José Álvarez, por el de Gualeguaychú fue Manuel Morón y por el anfitrión de Nogoyá fue el comandante Evaristo Martínez y quien al mismo tiempo fuera elegido presidente de la reunión.
Se hizo el reconocimiento de los certificados de cada representante departamental y por unanimidad de votos eligieron a Juan María Gutiérrez y Ruperto Pérez como diputados al Congreso General Constituyente de Santa Fe, los cuales el 24 de mayo del mismo año le hicieron entrega del texto constitucional al director provisorio Urquiza, quien al día siguiente lo llevó fuera de la provincia.

### Elector para elegir presidente de la Confederación Argentina
El gobernador entrerriano Urquiza asumió personalmente el gobierno de Buenos Aires, y en su carácter de director provisorio, dispuso la convocatoria al Congreso Constituyente, abolió la pena de muerte por delitos políticos y declaró que el producto de las aduanas exteriores era un ingreso nacional. Posteriormente a la revolución del 11 de septiembre de 1852 que declaró la independencia de hecho del nuevo Estado de Buenos Aires que lo separó así de la confederación, fue elegido Valentín Alsina como gobernador bonaerense el 31 de octubre. Finalmente en el resto de la confederación fue sancionada por el Congreso General Constituyente reunido en la ciudad de Santa Fe, la cual fue promulgada el 1.º de mayo de 1853 por Justo José de Urquiza, a la sazón «Director Provisional de la Confederación Argentina».
El comerciante Estanislao Panelo actuó por ser vecino notorio, y gracias al apoyo del general José Miguel Galán quien fuera el gobernador delegado de la provincia de Entre Ríos del director provisorio confederal Justo José de Urquiza, como elector departamental para elegir al presidente titular de la Confederación Argentina, siendo Urquiza el elegido luego de obtener mayoría al conseguir 172 sufragios en el departamento citado el 1.º de noviembre de 1853.

### Administrador de Rentas del Ministerio de Hacienda y fallecimiento
El 11 de agosto de 1856 Panelo fue nombrado como administrador de Rentas del Ministerio de Hacienda, decretado por el general Urquiza y refrendado por el ministro Agustín Justo de la Vega. El 4 de diciembre de 1868, Estanislao se personó en la parroquia concordiense de San Francisco de Padua para conseguir la partida de bautismo de su hijo Julián Panelo Rivas, futuro doctor en derecho y diputado nacional representando a la provincia de Buenos Aires.
Finalmente el funcionario Estanislao Panelo Pérez de Saravia fallecería en la ciudad de Concordia después del año 1870.

## Matrimonio y descendencia
El entonces teniente Estanislao Panelo se había unido en matrimonio en la villa entrerriana de Concordia el 13 de julio de 1842 con la rioplatense-oriental Doraliza Rivas Graces (Paysandú, ca. 1826 - Buenos Aires, República Argentina, 20 de diciembre de 1908), una hermana del hacendado argentino-uruguayo Andrés Rivas, de Narcisa y del general Ignacio Rivas (ib., 31 de julio de 1827 - Buenos Aires, 8 de abril de 1880), siendo estos cuatro hermanos los hijos del hacendado hispano-andaluz Andrés Rivas (n. ca. 1781 - Tacuarembó, Estado Oriental del Uruguay, ca. 1857) —quien además de un enlace anterior había tenido a una hija llamada Andrea Rivas (n. ca. 1820 - f. 1895) que se casaría con Rafael Bosch, y con quien tuviera descendencia— y de su esposa luso-brasileña Ignacia Graces (n. Capitanía de Río Grande de San Pedro subordinada a la de Río de Janeiro, ca. 1800 - Salto (Uruguay), ca. 1880).
Fruto del enlace entre Estanislao Panelo y Doraliza Rivas hubo diez hijos:
- Julián Andrés del Corazón de Jesús Panelo Rivas[19][27][28] (Concordia,[19][27][28] 7 de mayo[19] de 1843[19][28] - Buenos Aires,[28] 1901) fue bautizado en el lugar de nacimiento el 18 de enero de 1847, siendo sus padrinos los tíos paternos Julián Panelo Pérez de Saravia[19] y su esposa María Josefa Pérez,[19] quien posteriormente se recibiera de doctor en Derecho[19] hacia 1870 y como tal, fuera contador general de la provincia de Entre Ríos desde 1887,[28] presidente del Banco Hipotecario provincial desde 1888[28] y diputado nacional por la provincia de Buenos Aires,[19][27][28] desde 1890 hasta su fallecimiento.[28] El doctor Julián Panelo Rivas se había unido en matrimonio hacia 1871 con su prima materna Clara Narcisa Bosch Rivas, con quien tuvo siete hijos.
- María Josefa Doraliza Panelo Rivas (ib., 1849 - Concordia, 1938).
- Elodia Panelo Rivas (ib., 27 de noviembre de 1850 - La Plata, 6 de septiembre de 1916) que se casó el 12 de octubre de 1865 en la iglesia de Nuestra Señora del Carmen de Salto con Mauricio Nicolás Castagnet (1838-1914), y con quien tuvo 19 hijos.
- Isolina Panelo Rivas[22] (n. Concordia, 7 de septiembre de 1852) que se casó entre enero y marzo de 1876[22] en Guaviyú[22] de Salto con el rico hacendado y empresario argentino-uruguayo Eduardo Nebel Nin,[22] un hijo del comerciante germánico Fernando Ernesto Nebel, nieto paterno de Bernardo Nebel y materno del rico marino mercante hispano-catalán Antonio Nin y Soler y de su esposa Benita Reyes del Villar (n. Colonia del Sacramento, Virreinato del Río de la Plata, 1787), de origen hispano-astur-gallego, además de bisnieto paterno de Johann Nikolaus von Nebel, alcalde napoleónico de Coblenza de 1804 a 1808, y de su cónyuge Anna Margarethe Schroeder. Del matrimonio entre Isolina y Eduardo nació, entre otros, el futuro empresario industrial argentino Eduardo Nebel Panelo.
- Alfredo Panelo Rivas[23] (ib., 28 de noviembre de 1853 - Buenos Aires, e/ 1897 y 1908)[23] era un corredor de comercio y hacendado que se matrimonió con Manuela Belarmina Florencia Arzac Montenegro (n. 1868) y fueron padres de cinco hijos: Isolina (n. 1887), Julia (n. 1892), Estanislao (n. 1893), Doraliza (n. 1894) y María Celia Panelo (n. 1896).
- Leandro Estanislao Panelo Rivas (n. ib., 1857).
- Ignacia Fortunata Panelo Rivas (n. ib., 1862 - f. 1892).
- Vicenta María Panelo Rivas (Salto, e/ septiembre y 2 de diciembre de 1862 - La Plata, 16 de julio de 1935) que se enlazó el 24 de diciembre de 1887 en la iglesia de la Inmaculada Concepción de Buenos Aires con Joaquín José de Urraza (1863-1947) y tuvieron ocho hijos.
- Emma María Panelo Rivas (ib. e/ junio y 26 de septiembre de 1866 - Avellaneda, 1899) que se casó el 25 de octubre de 1890 en la iglesia Inmaculada Concepción de Buenos Aires con Abel Evaristo Simonovich (1861-1906) y con quien concibió seis hijos.
- Andrea Panelo Rivas (n. ib., e/ febrero y 6 de mayo de 1869) que se casó el 5 de noviembre de 1896 en la iglesia Nuestra Señora del Pilar de Buenos Aires con Abelardo Barberan (n. ca 1867), y con quien tuvo cinco hijos.